# Evert Willem Beth
Evert Willem Beth (Stad Almelo, 7 juli 1908 - Amsterdam, 12 april 1964) was  een Nederlandse filosoof en logicus die bijdragen heeft geleverd op een breed gebied van de formele wetenschap, te weten de logica, filosofie van de wiskunde, grondslagenonderzoek en geschiedenis der exacte wetenschappen. Hij is vooral bekend door zijn bijdragen op het gebied van de wiskundige logica.

## Levensloop
Evert W. Beth werd in 1908 geboren in Almelo. Beths vader H.J.E. Beth (1880-1952) was een wiskundige, geïnteresseerd in de historie en grondslagen van zijn vak, die tussen 1930 en 1950 een viertal boeken publiceerde over natuurkunde en wiskunde. In 1925 legde Evert in Deventer het eindexamen HBS af en ging in Utrecht farmacie studeren. Na anderhalf jaar stapte hij over naar wiskunde en natuurkunde en deed in 1932 cum laude zijn doctoraalexamen. Na verdere studie in Leiden en Brussel, legde Beth, terug in Utrecht, een tweede doctoraalexamen af in de wijsbegeerte met hoofdvak psychologie. In 1935 promoveerde hij hier tot doctor in de wijsbegeerte met het proefschrift Rede en aanschouwing in de wiskunde. Later legde hij in 1941 nog het examen rechten af aan de Universiteit van Amsterdam.
Van 1935 tot 1945 was Beth met enige onderbreking leraar in de wiskunde, natuurkunde en kosmologie aan enkele middelbare scholen. In 1946 werd Beth benoemd tot buitengewoon hoogleraar in de logica en haar geschiedenis en de filosofie der exacte wetenschappen aan de Universiteit van Amsterdam.  In 1948 volgde te Amsterdam zijn benoeming tot gewoon hoogleraar. Later trad Beth op als gasthoogleraar en gaf talrijke lezingen in binnen- en buitenland, zowel in Europa als in Amerika. Hij verbleef twee keer voor langere tijd aan Amerikaanse Universiteiten (Berkeley 1952; Johns Hopkins 1957). In 1964 ontving Beth een eredoctoraat van de Universiteit van Gent. 
Ook op organisatorisch gebied heeft Beth veel bereikt. Hij was in 1947 medeoprichter en daarna jaren voorzitter van de Nederlandse Vereniging voor Logica en Wijsbegeerte der Exacte wetenschappen. Door zijn initiatief ontstaat in 1952 het Instituut voor Grondslagenonderzoek en Filosofie der Exacte Wetenschappen, waarvan Beth vervolgens haar eerste directeur werd. In 1953 werd Beth benoemd tot lid van de Koninklijke Nederlandse Akademie van Wetenschappen KNAW, waar hij een vooraanstaande rol heeft gespeeld. Hij was verder actief in besturen van internationale organisaties.  Een tijdlang nam hij deel aan de bijeenkomsten van de signifische studiekring. Samen met L.E.J. Brouwer en Arend Heyting redigeerde hij de serie Studies in logic and the foundations of mathematics.  
Na zijn dood is een aanzienlijk deel van de privécollectie van prof. E.W. Beth ondergebracht in de Bibliotheca Beth van de bibliotheek van de Universiteit van Amsterdam. De collectie bevat ongeveer 2500 titels op het gebied van logica, filosofie van de wiskunde, grondslagenonderzoek en geschiedenis der exacte wetenschappen. Zijn wetenschappelijke erfenis wordt beheerd door de Evert Willem Beth Stichting.

### Persoonlijk
Op 26 maart 1947 trouwde Beth met Cornelia Petronella Christina Pastoor (Den Haag, 25 november 1896 – Leusden, 25 november 1978).

## Wetenschappelijk werk

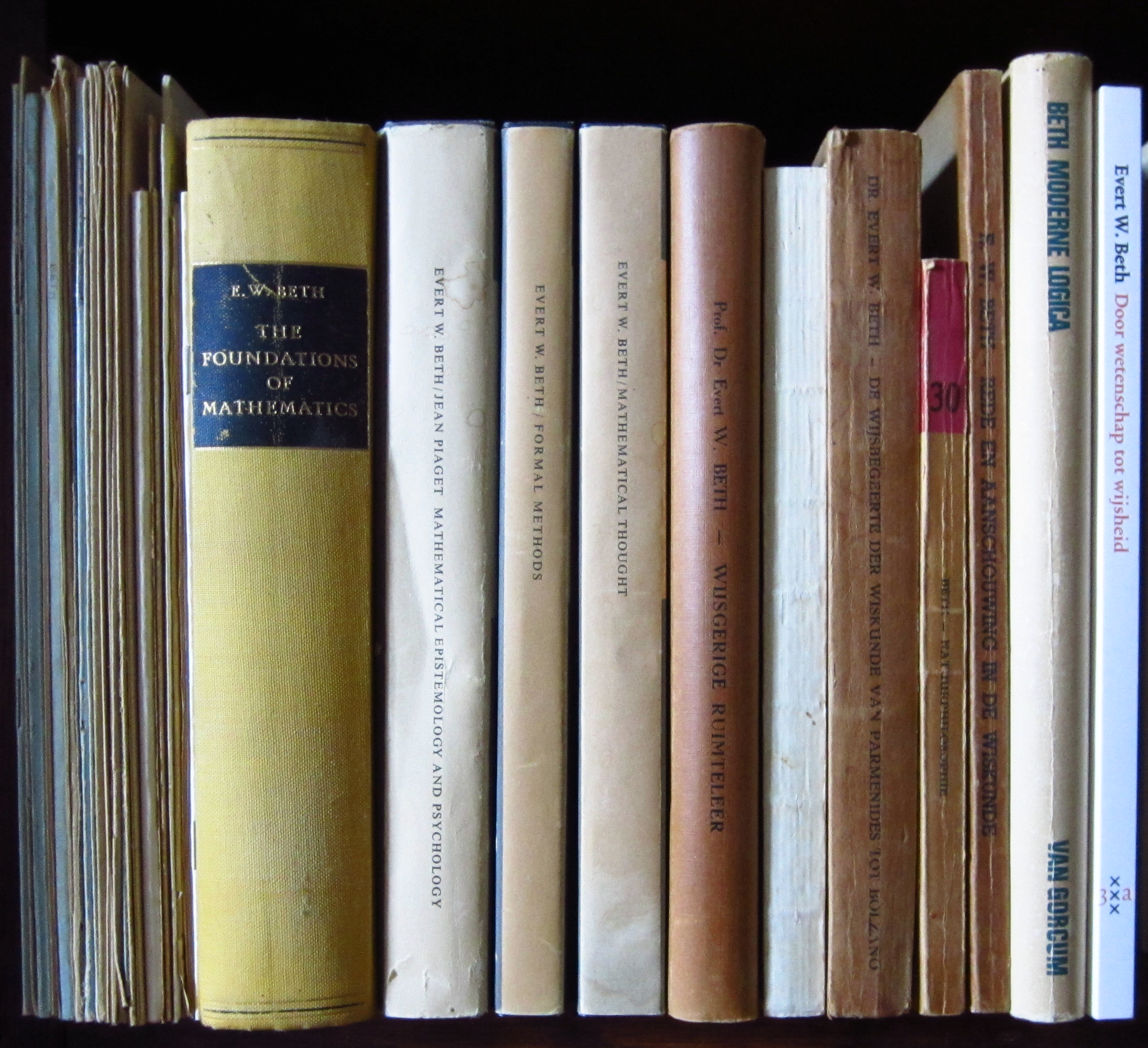
Een deel van Beths publicaties

Beth is bekend geworden door zijn werk over wiskundige logica, maar hij beschouwde zichzelf als filosoof. Beth zag het als zijn hoofdtaak de eerste stappen te realiseren van een filosofie, die past bij de moderne wetenschap. Het was Beths overtuiging, dat "de, betrekkelijk ver van de grote strijd der wijsgerige systemen met hun hemelbestormende visies, moeizame pogingen vooruit te komen in het onderzoek der grondslagen en der logische structuur der wiskunde, uiteindelijk weleens meer tot de wijsgerige vooruitgang kon bijdragen dan hetgeen in het brandpunt van de publieke wijsgerige belangstelling stond."

### Vier periodes van wetenschappelijke ontwikkeling
In een autobiografisch artikel, Een terugblik uit 1960, heeft Beth zijn wetenschappelijke ontwikkeling ingedeeld in vier periodes. De eerste valt samen met zijn studie wiskunde tot aan zijn promotie. Beth raakte onder de indruk van de Neokantiaanse filosofie van de Marburgse school en het logisch positivistische werk van de Wiener Kreis, met name van Rudolf Carnap. In de lijn van Carnaps vroegere werk trachtte Beth in zijn werk en promotie een synthese te bewerkstelligen tussen deze standpunten. Zo karakteriseerde hij als nooit tevoren de geometrie als natuurlijke wetenschap, als een deductieve theorie en als intuïtief gegeven.
In de periode 1935-1942 verbreedde Beth zijn horizon onder invloed van L.E.J. Brouwer, Gerrit Mannoury, Alfred Tarski, Paul Bernays en Alonzo Church en kwam los van traditionele denkbeelden en dogma’s. Met Mannoury kwam Beth op het psychologisme in de kennisleer. Terwijl Mannoury meende dat men deze invloed dient te analyseren, kwam Beth tot de conclusie dat men psychologie niet kan baseren op directe kennis van mentale fenomenen. In zijn Inleiding tot de wijsbegeerte der wiskunde (1940) ontwikkelde Beth enige delen puur abstracte wiskunde als basis voor zijn filosofische conclusies.
In een derde periode tot aan 1950 kwam Beth onder invloed van Heinrich Scholz (1884-1956) tot diepgaand onderzoek van de wetenschapsfilosofie van Aristoteles tot in zijn eigen tijd. Hij raakte ervan overtuigd dat de traditionele filosofie sterk beïnvloed is door Aristoteles' postulaat, dat de eerste principes van een wetenschap evident dienen te zijn. Met deze instelling is de filosofie niet in staat aan te sluiten bij de moderne wetenschap, die uitgaat van hypotheses en empirisch geteste consequenties. Beth trachtte te komen tot een antitraditioneel en antidogmatisch standpunt, waarin hij de recente ontwikkelingen in de analytische filosofie dan ook afwees. Een filosofie diende volgens hem omgang te vinden met zowel de moderne wetenschap als de complexe verschijnselen in de hedendaagse samenleving. Deze kon alleen gevonden worden door te streven naar generalisatie. Beth zag niet alleen in de ‘common sense’ een basis, maar ook in de formeel wetenschappelijke methoden.
Vanaf 1950 concentreerde Beth zijn onderzoeksprogramma op gedetailleerd onderzoek, geïnspireerd door zijn conceptie van de toekomstige filosofie en de wiskundige logica. Mèt Alfred Tarski raakte hij overtuigd dat logische deductie essentieel is voor zowel wiskunde als voor empirische wetenschappen en dat symbolische logica van belang is voor de fundering van de wetenschap en filosofie in het algemeen. In Tarski’s rigoureuze semantiek zag Beth de essentiële schakel tussen de puur formele ontwikkeling en de interpretatie. Met zijn methode van het semantisch tableau kwam Beth tot een formalistisch systeem, meer geënt op semantische interpretatie dan op andere formalisatie van de logica. Een ander resultaat van hem in de symbolische logica is Padao’s methode in de theorie van definities, dat algemeen bekend is geraakt als Beths theorema.   
Vanaf 1960 kreeg Beth de leiding van een onderzoeksgroep in de logica, die erop gericht was theorema’s te bewijzen met computers. De onderzoeksgroep zelf ging ten onder, maar het werk aan automatische bewijsprocedures, aan mechanische translaties en aan de logische problematiek hieromtrent ontwikkelde zich verder.

Grafische weergave van een semantisch tableau

### Verworvenheden in wiskunde en logica
In zijn hoofdwerk The foundations of mathematics (1959) gaf Beth een samenvattend overzicht van zijn vak, met de bedoeling de vele specialistische detailonderzoekingen op hun algemene betekenis te toetsen.  
Op het gebied van de logica introduceerde Beth in de vijftiger jaren de later, ook wel naar hem genoemde methode van het semantisch tableau.

### Bijdragen aan de wetenschapsgeschiedenis
Met de lezenswaardige publicaties Geschiedenis van de logica (1944), De wijsbegeerte der wiskunde: van Parmenides tot Bolzano (1944) en  Inleiding tot de wijsbegeerte der exacte wetenschappen' (1953) heeft Beth in Nederland een basis gelegd voor de geschiedenis van de exacte wetenschappen.